# دیژم

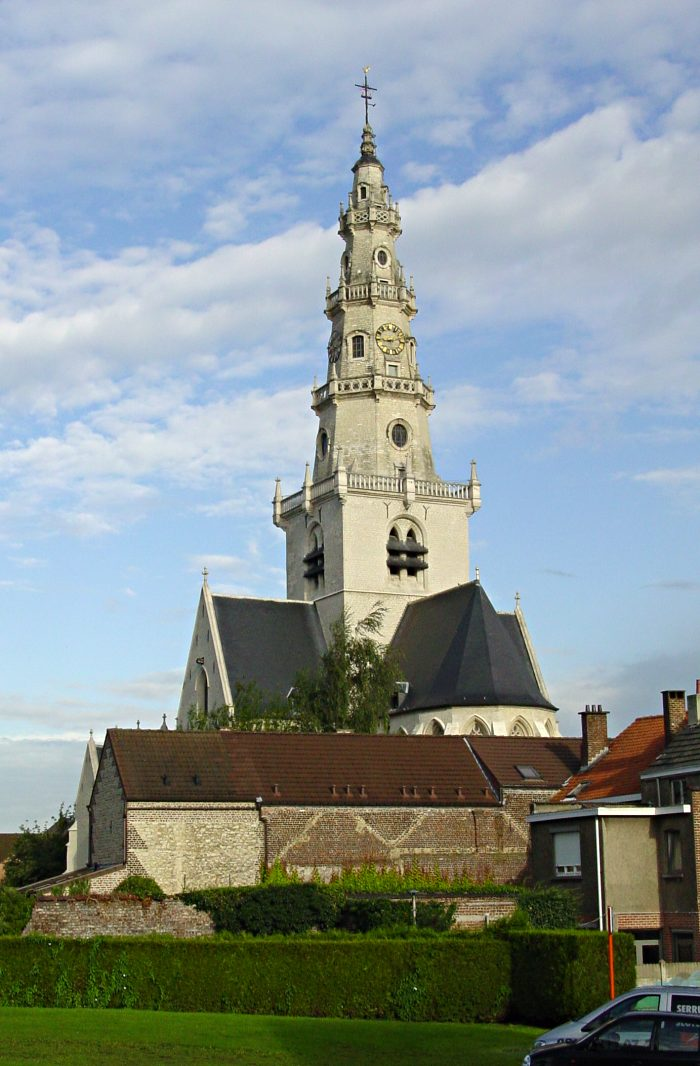
گلدان کلیسای دیژم

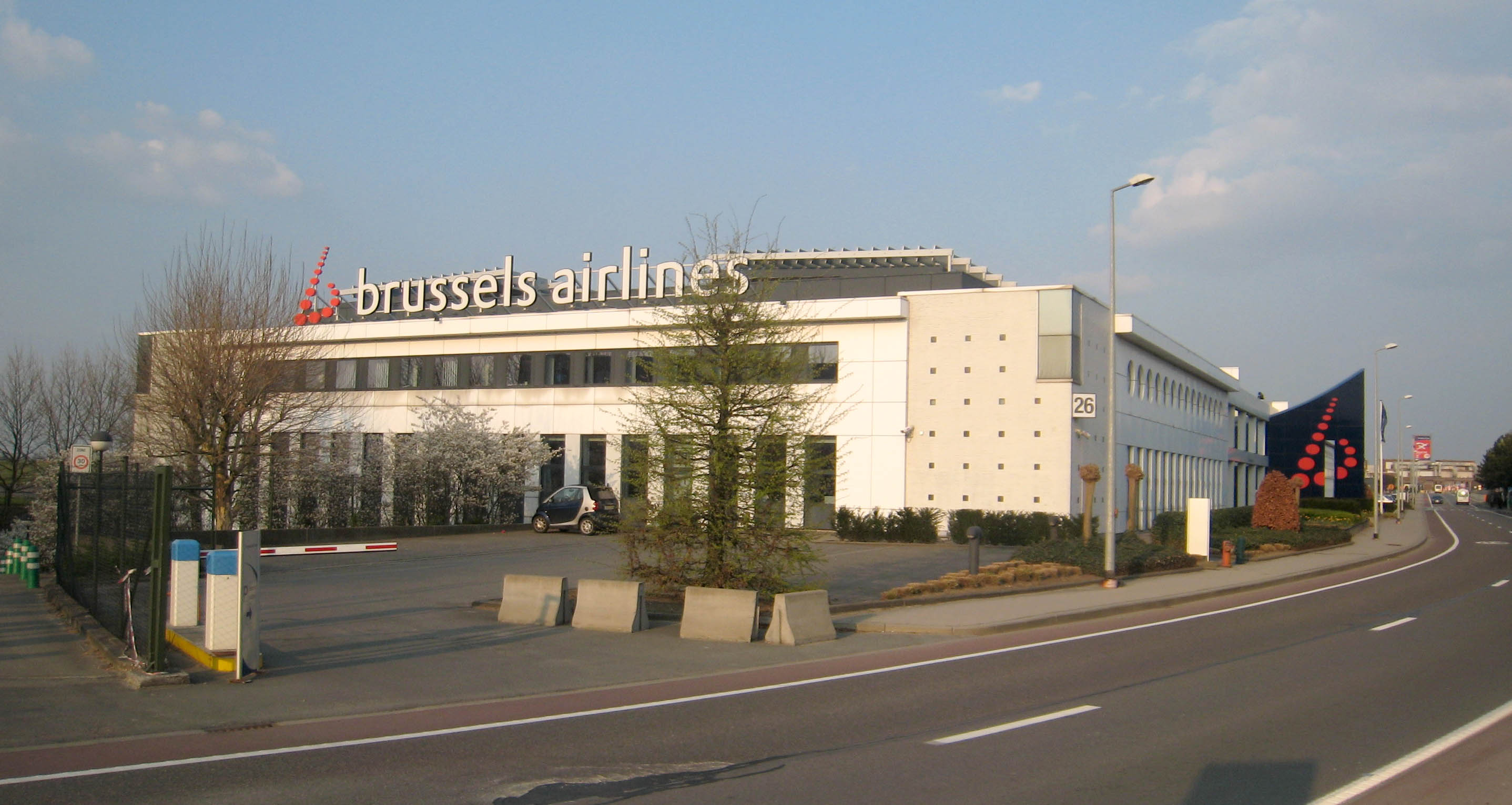
دفتر مرکزی شرکت هواپیمایی بروکسل در دیژم

دیژم شهری در شهرداری ماچلن، فلاندرم برابانت، بلژیک است.
کلیسای گوتیک آن، که در سال ۱۵۴۳ در مرکز شهر افتتاح شد، دارای یک گلدسته طبقات قابل توجه است.

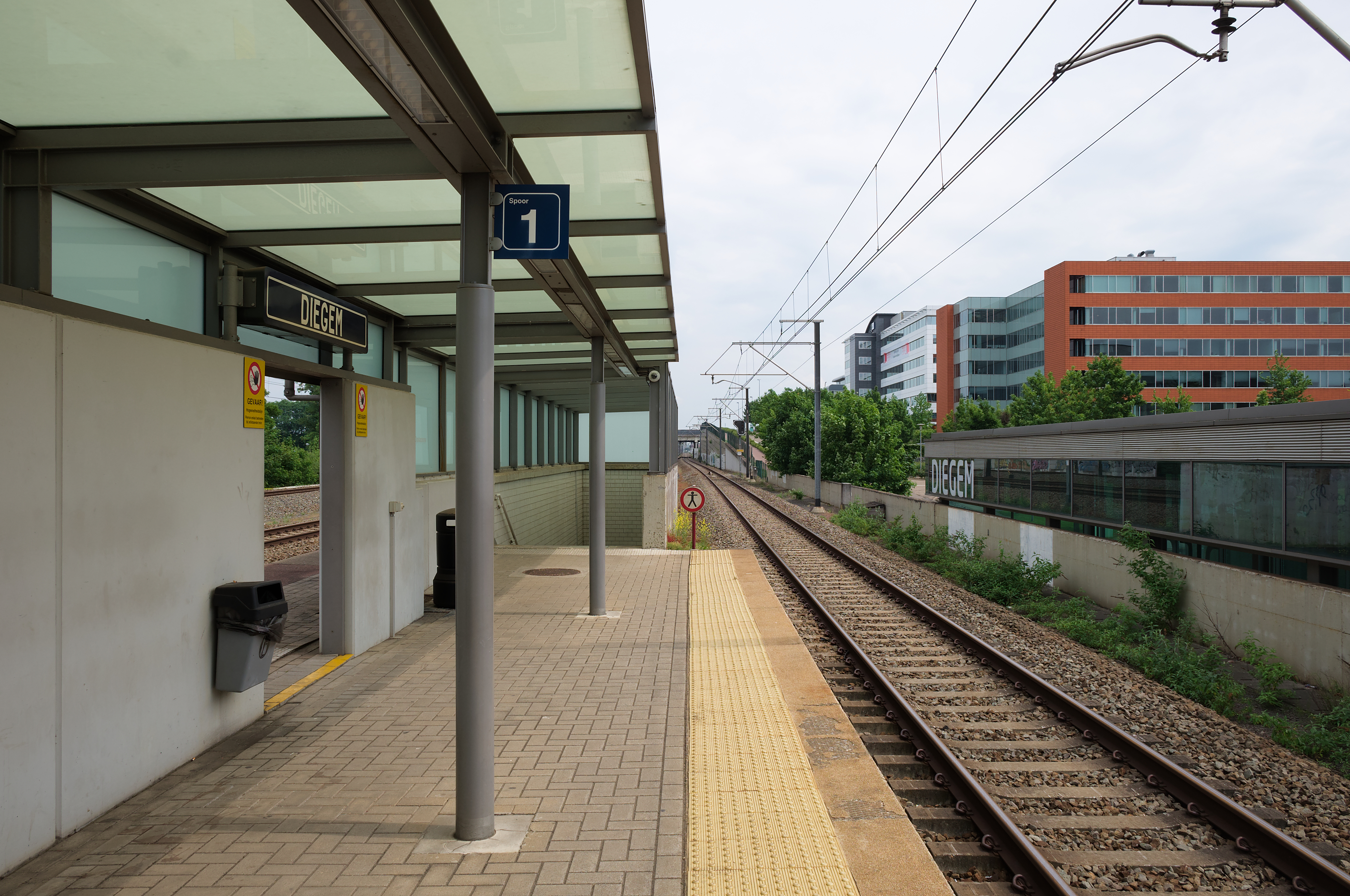
ایستگاه قطار دیژم

این شهر توسط ایستگاه راه‌آهن دیژم که در خط راه‌آهن بروکسل - لوون بین ایستگاه‌های هارن زوید و زوانتم واقع شده‌است، سرویس دهی می‌شود.
بخشی از فرودگاه بروکسل در دیژم واقع شده‌است. وضعیت دیژم درست در خارج از منطقه بروکسل-پایتخت و نزدیک به R0 (بزرگراه مداری بروکسل) به این معنی است که تعداد زیادی محل تجاری دارد.
کد پستی آن ۱۸۳۱ است.

## اقتصاد
خطوط هوایی بروکسل دفتر مرکزی شرکت خود را در b.house در محوطه فرودگاه بروکسل و در دیژم واقع شده‌است. خطوط هوایی بروکسل در سال ۲۰۰۶ در نتیجه ادغام SN SN و Virgin Express شکل گرفت.
عملیات شورون فیلیپس در اروپا، خاورمیانه و آفریقا در ساختمان استکهلم در فرودگاه پلازا در دیژم واقع شده‌است.

## تحصیلات
مدارس ابتدایی در دیژم شامل دبیرستان شهرداری دِ فونکل و دبیرستان Parochiale می‌باشد. GISO Machelen تحصیلات متوسطه را به ساکنان دیژم ارائه می‌دهد. کتابخانه Machelen-Diegem کتابخانه عمومی شهر است.

## ورزش‌ها
Superprestige Diegem یک مسابقه دوچرخه سواری عصر دسامبر است که در دیژم، بلژیک برگزار می‌شود و بخشی از Superprestige است.
باشگاه فوتبال دیژم اسپورت یک باشگاه شهری است و در لیگ دسته سوم بلژیک بازی می‌کند.

## شهرهای خواهر
دیژم در سال ۱۹۶۶ با نورث بروک، ایلینوی، خواهر خواهر شد